# Cyrtandra menziesii
Cyrtandra menziesii là một loài thực vật có hoa trong họ Tai voi. Loài này được Hook. & Arn. mô tả khoa học đầu tiên năm 1832.